# Haltepunkt Taubenheim (Spree)
Der Haltepunkt Taubenheim (Spree) ist eine Betriebsstelle der Bahnstrecke Oberoderwitz–Wilthen auf dem Gebiet von Taubenheim/Spree in Sachsen. Bis 1945 war Taubenheim (Spree) Anschlussbahnhof zur hier beginnenden Schmalspurbahn Taubenheim–Dürrhennersdorf, von der noch einige Relikte erhalten sind.

## Geschichte

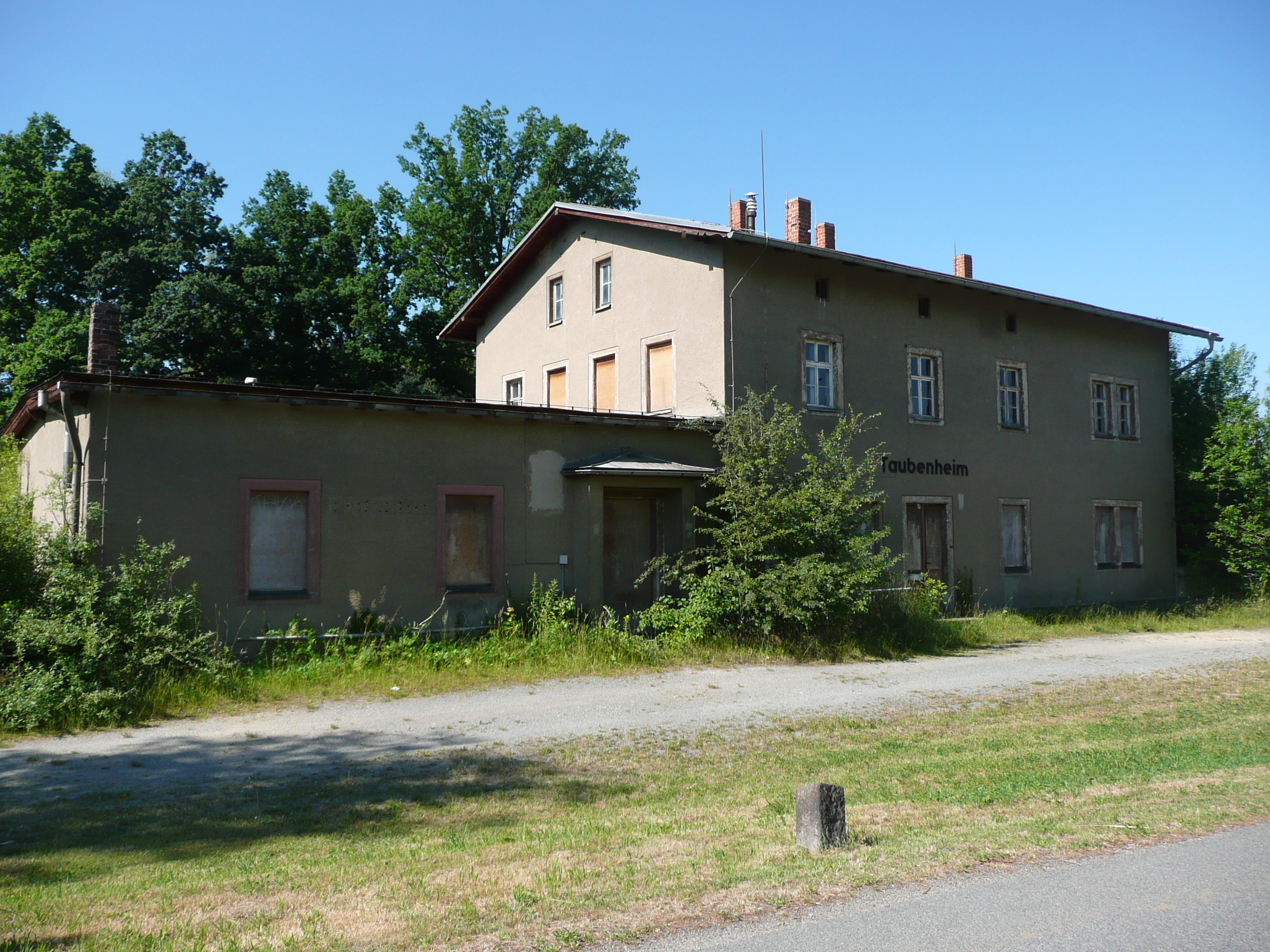
Empfangsgebäude, Schmalspurseite

Der Bahnhof entstand um 1875 mit der Eröffnung der Bahnstrecke Oberoderwitz–Wilthen als Bahnhof mit drei Gleisen, wovon ein Ladegleis, ein Mittelgleis und das Bahnhofsgleis am Hausbahnsteig vorhanden war. Das belegen alte Fotografien. 1892 kam die Schmalspurbahn Taubenheim–Dürrhennersdorf dazu. Zur Schmalspurstrecke gehörten vier Gleise im Bahnhofsbereich. Außerdem besaß der Bahnhof noch einen zweigleisigen Lokschuppen, einen Güterschuppen und eine Rollbockgrube, später eine Rampe für den Rollwagenverkehr und einen Güterschuppen auf der Schmalspurseite sowie zwei Laderampen auf der Normalspurseite.
1945 wurden die Schmalspurgleise demontiert. Der Lokschuppen und der Güterschuppen auf der Schmalspurseite blieben bestehen. Auch einige Wohngebäude an der Straße An der Kleinbahn, die unzweifelhaft aus der Kleinbahnzeit stammen, blieben erhalten. Unklar ist, wann die Normalspurseite auf den jetzigen Stand wie auf dem Plan zurückgebaut wurde. Der Bahnhof ist seit dem 1. Dezember 1978 Haltepunkt und Züge halten hier nur auf Bedarf.

## Lokschuppen Taubenheim

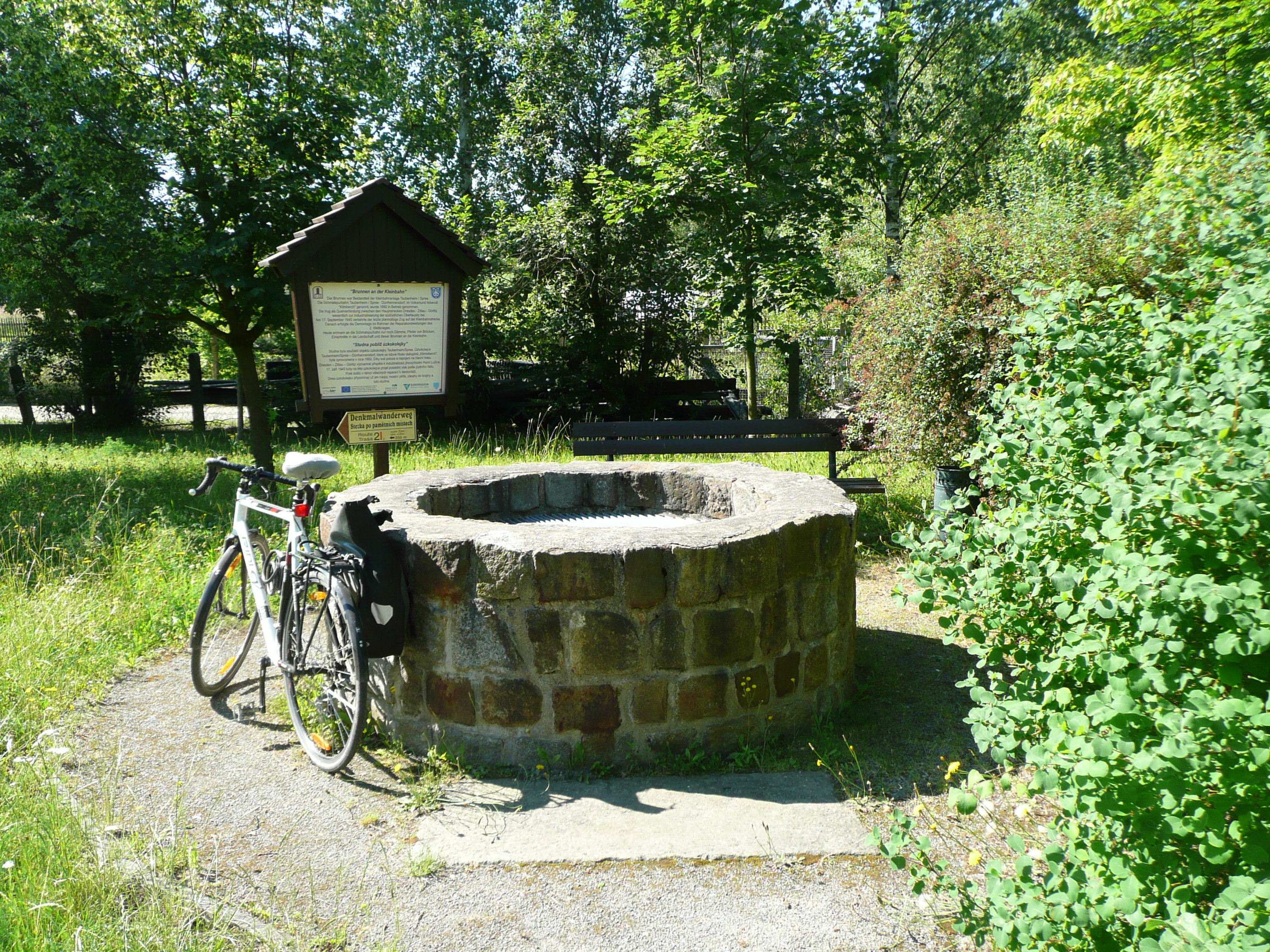
Erhaltener Brunnen für die Versorgung der Lokomotiven im Bahnhof Taubenheim

Der Lokschuppen diente zur Beheimatung und Reparatur der auf der Schmalspurbahn Taubenheim–Dürrhennersdorf eingesetzten Lokomotiven. Ursprünglich waren das Lokomotiven der Reihe I K, die bis 1927 hier verkehrten. Später fuhren Lokomotiven der Gattung IV K. Auch Einsätze der Sächsische III K und Sächsische V K sind möglich, die Literatur nennt nur die erstgenannten beiden Reihen. Nach 1945 blieb der Lokschuppen zunächst stehen, nach 1989 wurde über seinen weiteren Verwendungszweck nachgedacht. Letztendlich wurde er 2002 abgerissen.

## Heutige Nutzung

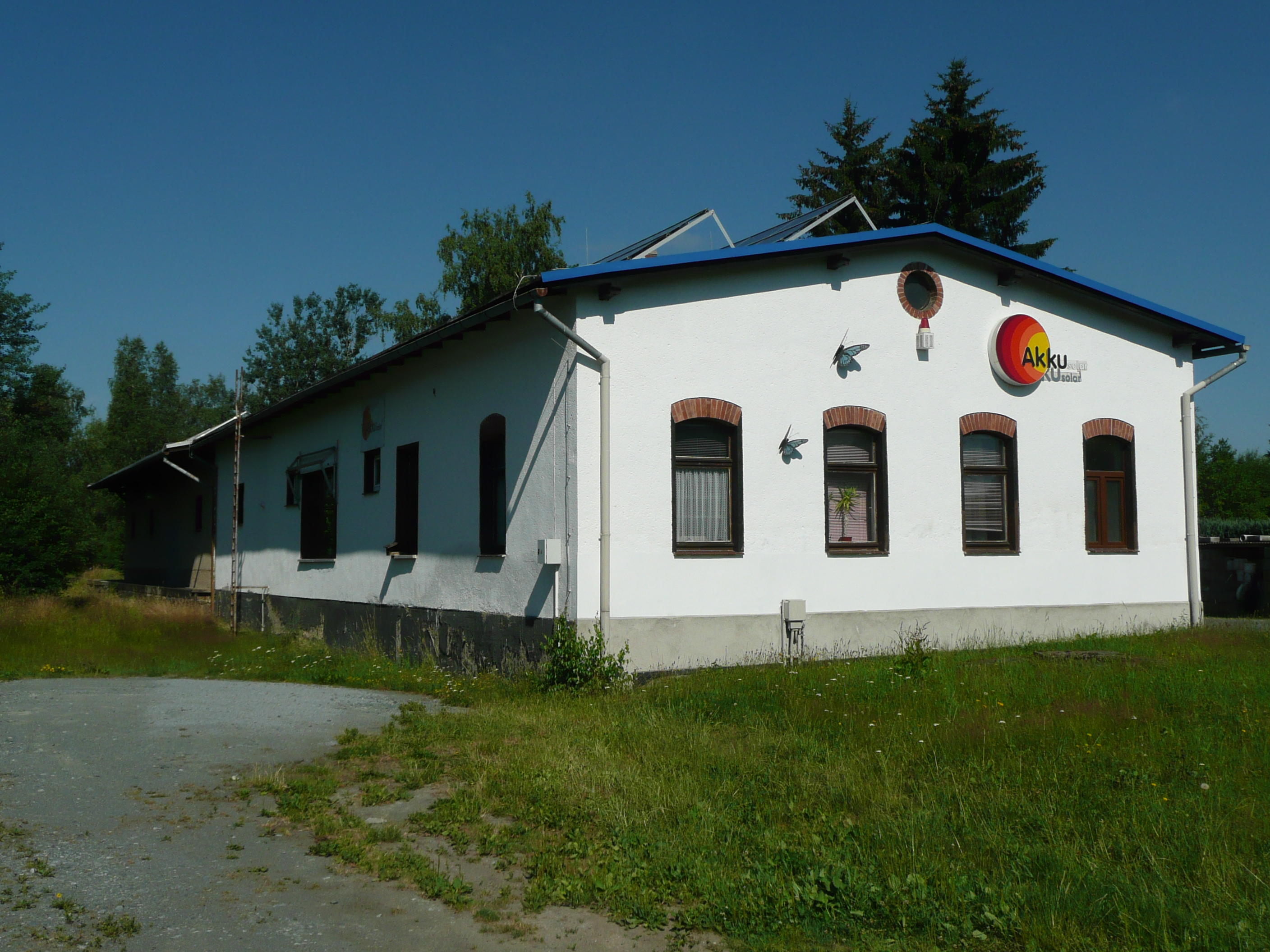
Foto des erhaltenen Güterschuppens im Bahnhof Taubenheim (2015)

Der Güterschuppen wird durch eine Fremdfirma genutzt. Der Schmalspurbereich des Bahnhofes ist Teil des Weges Rund um Taubenheim. Wann der Normalspurteil auf den heutigen Stand eines Haltepunktes zurückgebaut wurde, ist nicht bekannt.
2016 wurde das Aussehen des ungenutzten Empfangsgebäudes durch einen örtlichen Verein mit einem neuen Anstrich aufgewertet.